# FUBIC

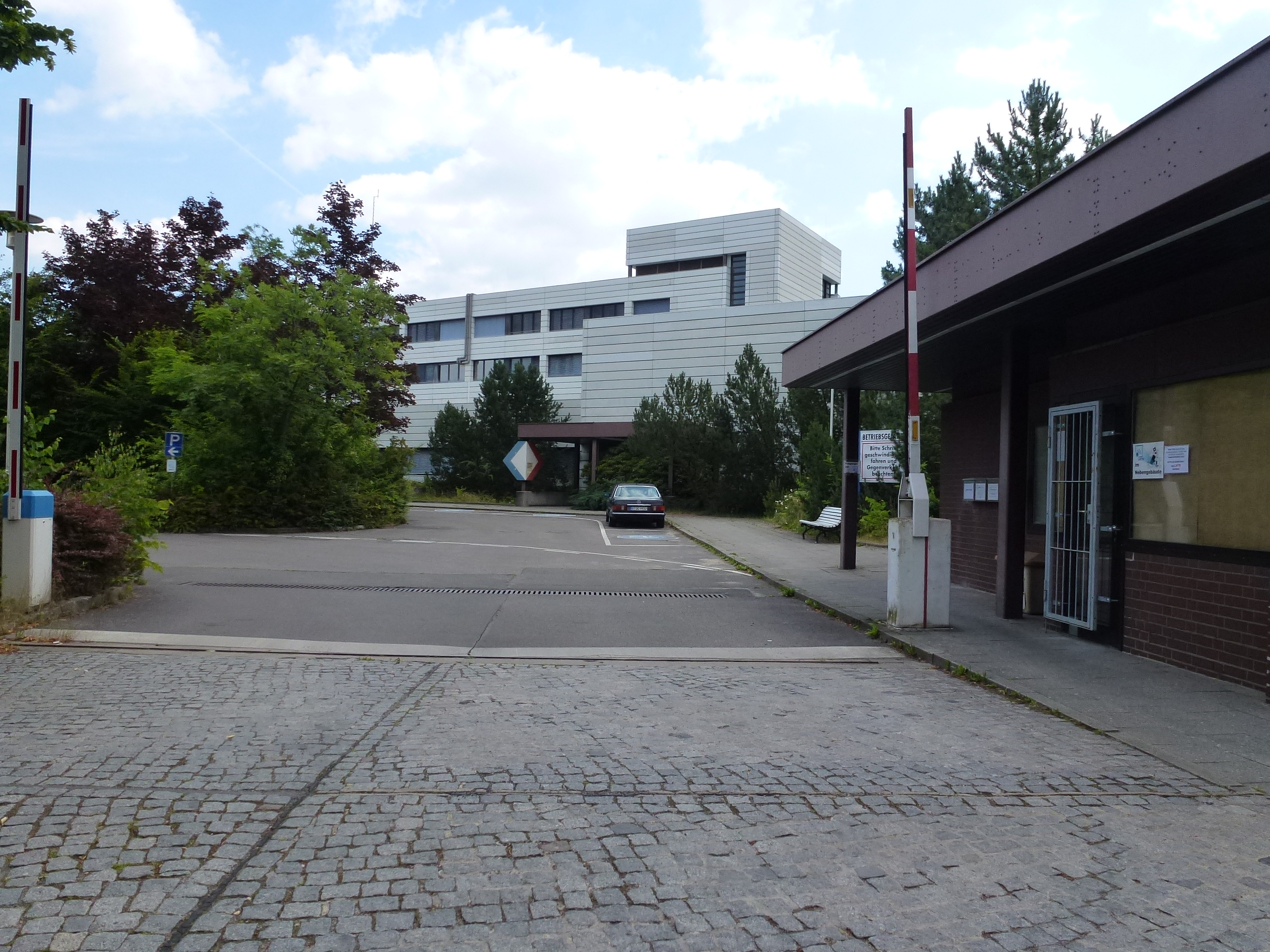
Ehemaliges US-Militärkrankenhaus Lichterfelde

Das FUBIC (kurz für Business and Innovation Center next to Freie Universität Berlin) ist ein in Bau befindlicher Technologie- und Wissensstandort im Berliner Ortsteil Lichterfelde des Bezirks Steglitz-Zehlendorf. Das Projekt ist eine Kooperation der landeseigenen WISTA Management GmbH mit der Freien Universität Berlin und der RWTH Aachen.

## Lage und Nutzung
Das FUBIC entsteht entlang der Fabeckstraße auf dem nördlichen Gelände des ehemaligen Lichterfelder Kreiskrankenhauses, welches später als US-Militärkrankenhaus erweitert wurde. Der südliche Teil des Areals wird von der Bundesanstalt für Materialforschung genutzt. Das Gelände liegt im Berliner Villenviertel Lichterfelde West in unmittelbarer Nähe zum Campus der Freien Universität und dem Botanischen Garten.
Auf rund 6300 Quadratmetern sollen sich 60–80 Technologieunternehmen in dem Technologiepark ansiedeln. Die Energieversorgung des Geländes soll ausschließlich über Strom gewährleistet werden. Erste Unternehmen planen Forschungslabore in Holzbauweise, wobei sich bereits Start-Ups in den bestehenden Gebäuden angesiedelt haben.